# Physical Review X
Physical Review X (PRX) és una revista científica d'accés obert revisada per parells publicada per l'American Physical Society que cobreix totes les branques de la física pura, aplicada i interdisciplinària. Forma part de la família de revistes Physical Review. Els editors principals són Jean-Michel Raimond de la Université Pierre-et-Marie-Curie i M. Cristina Marchetti de la Universitat de Califòrnia, Santa Barbara. Segons el Journal Citation Reports, la revista va tenir un factor d'impacte el 2021 de 14.417.

## Història
La revista es va anunciar el gener de 2011 i va començar a publicar articles l'agost de 2011. Un primer editorial va descriure la filosofia editorial de la revista. El primer editor va ser Jorge Pullin.
Mirant cap al futur, Miao opina que PRX continuarà la recerca de la millor ciència mentre considera noves idees per a la seva difusió. Per exemple, la revista té previst demanar als autors de cada article que proporcionin una nova forma de "introducció", una que sigui atractiva i accessible per a tots els físics. "Els articles amb potencial d'impacte ampli també s'han de comunicar àmpliament".